# NHL 99
《NHL 99》是一款由艺电加拿大制作、EA Sports发行的体育类游戏。本游戏最初于1998年8月在Windows等平台发行。本游戏是NHL系列的首作。
游戏主要是模拟冰球比赛。
本游戏受到好评。